# غر أب (طالقان)
غر أب هي قرية في مقاطعة طالقان، إيران. يقدر عدد سكانها بـ 102 نسمة بحسب إحصاء 2016.